# 198-я моторизованная дивизия
198-я моторизованная дивизия — воинское соединение Вооружённых Сил СССР в Великой Отечественной войне

## История
Дивизия сформирована в марте 1941 года в Стрельне на базе 7-й мотострелковой бригады.
В составе действующей армии с 22.06.1941 по 17.09.1941 года.
На 22.06.1941 года дислоцировалась в Ораниенбауме и Стрельне. Была поднята по тревоге и 23.06.1941 перебазировалась в район северо-восточней Выборга, 25.06.1941 сосредоточилась в лесном массиве у Юск-Ярви, имея расстояние между полками до 15-20 километров. 02.07.1941 переместилась на правый фланг армии, в район Элисенваара, туда же в подчинение дивизии был переброшен 41-й танковый полк
Вступила в бой с наступающими финскими частями с 04.07.1941 года в районе станции Койвумяки, Эско, Киркопули, нанеся контрудар, отбросила войска противника на 6-8 километров, за линию границы, но и сама понесла тяжёлые потери и перешла к обороне. Удерживала рубеж до 08.07.1941, отбив до 25 атак. 09.07.1941 года отведена во второй эшелон армии, 146-й танковый полк был переброшен на другое направление (в сентябре 1941 года обращён на формирование 124-й танковой бригады) , вместо него в дивизию прибыл 3-й полк народного ополчения, ставший впоследствии 506-м стрелковым полком. 452-й мотострелковый полк убыл на олонецкое направление в Карелию. Ещё раньше из дивизии убыл 450-й мотострелковый полк. 23.07.1941 года 452-й мотострелковый полк перешёл в наступление с рубежа реки Видлица, продвинулся на 5-8 километров, но был вынужден отступить, позднее вошёл в состав 67-й стрелковой дивизии
Остатки дивизии 02.08.1941 года нанесли удар от Лахденпохья в западном направлении, но понесли большие потери и отошли на исходные рубежи, затем были окружены в районе северо-восточнее Хийтола, прижаты к берегу Ладожского озера. В период с 12 по 20.08.1941 года судами Ладожской флотилии остатки дивизии были эвакуированы, и вновь направлены на передовую, в район старой государственной границы, в районе Белоострова. Там управление дивизии объединило остатки 961-го, 708-го и 405-го стрелковых полков, и танковую роту армейского резерва.
17.09.1941 года дивизия переформирована в 198-ю стрелковую дивизию.

## Полное название
198-я моторизованная дивизия

## Состав
- 450-й мотострелковый полк (до 16.07.1941)
- 452-й мотострелковый полк (до 16.07.1941)
- 146-й танковый полк
- 704-й артиллерийский полк
- 159-й отдельный противотанковый дивизион
- 126-й отдельный зенитно-артиллерийский дивизион
- 234-й разведывательный батальон
- 349-й легко-инженерный батальон
- 380-й отдельный батальон связи
- 196-й артиллерийский парковый дивизион
- 124-й медико-санитарный батальон
- 293-й автотранспортный батальон
- 100-й ремонтно-восстановительный батальон
- 60-я рота регулирования
- 131-я полевая хлебопекарня
- 217-я полевая почтовая станция
- 236-я полевая касса Госбанка

## Подчинение
| Дата            | Фронт (округ)       | Армия      | Корпус                       | Примечания |
| --------------- | ------------------- | ---------- | ---------------------------- | ---------- |
| 22.06.1941 года | Северный фронт      | 23-я армия | 10-й механизированный корпус | -          |
| 01.07.1941 года | Северный фронт      | 23-я армия | 10-й механизированный корпус | -          |
| 10.07.1941 года | Северный фронт      | 7-я армия  | -                            | -          |
| 01.08.1941 года | Северный фронт      | 23-я армия | -                            | -          |
| 01.09.1941 года | Ленинградский фронт | 23-я армия | -                            | -          |

## Командиры
- Крюков, Владимир Викторович (11 марта 1941 — 17 сентября 1941), генерал-майор.